# Prionostemma nigrum
Prionostemma nigrum is een hooiwagen uit de familie Sclerosomatidae.